# Hermann von Schenck
Hermann Otto von Schenck (* 17. März 1824 in Potsdam; † 4. Februar 1911 in Berlin) war ein preußischer Generalleutnant.

## Leben

### Herkunft
Hermann war ein Sohn des Oberforstmeisters Wilhelm von Schenck (1764–1835) und dessen Ehefrau Wilhelmine, geborene von Grolmann (1789–1875). Sein Großvater väterlicherseits war der Generalleutnant Wilhelm Friedrich Schenck von Flechtingen, mütterlicherseits der Staatsrat Heinrich Dietrich von Grolman.

### Militärkarriere
Schenck besuchte das Friedrich-Wilhelm-Institut in Berlin und trat anschließend am 26. April 1841 in das 8. Husarenregiment der Preußischen Armee ein. Im Januar 1842 wurde er in das Garde-Husaren-Regiment versetzt und hier im Juli 1842 zum Sekondeleutnant befördert. In den folgenden Jahren stieg Schenck weiter auf und wurde als Rittmeister am 31. Mai 1859 zum Eskadronchef ernannt. Zum 8. Mai 1863 in das 2. Garde-Ulanen-Regiment versetzt und im März 1866 zum Major befördert, nahm Schenck für die Dauer des mobilen Verhältnisses als etatmäßiger Stabsoffizier während des Krieges gegen Österreich im selben Jahr an der Schlacht bei Königgrätz teil. Nach Kriegsende folgte Mitte September 1866 seine Versetzung in den Stab des 1. Rheinischen Husaren-Regiments Nr. 7. Am 22. März 1868 wurde Schenck zum Kommandeur des 1. Schlesischen Dragoner-Regiments Nr. 4 ernannt und in dieser Stellung am 18. Juni 1869 zum Oberstleutnant befördert. Mit seinem Regiment nahm er 1870/71 während des Deutsch-Französischen Krieges an den Schlachten bei Weißenburg, Wörth, Sedan und am Mont Valérien teil. Am 6. September 1870 erhielt Schenck das Eiserne Kreuz II. Klasse. Außerdem kam er bei der Belagerung von Paris sowie den Gefechten bei Oches, Valenton, Bicêtre, Bougival und bei Malmaison zum Einsatz.
Vom 24. Juni 1871 bis 14. Juni 1875 war Schenck Kommandeur des 3. Garde-Ulanen-Regiments, wurde am 18. August 1871 Oberst, und erhielt anschließend unter Stellung à la suite seines Regiments das Kommando über die 1. Garde-Kavallerie-Brigade. Im Jahr darauf wurde er am 30. Mai zum Generalmajor befördert. Am 21. März 1882 gab Schenck die Brigade ab und wurde mit der anschließenden Beförderung zum Generalleutnant zunächst zu den Offizieren von der Armee überführt. Erst am 15. April 1882 folgte eine neue Verwendung und Schenck wurde Kommandeur der 14. Division in Düsseldorf. Unter Verleihung des Sterns zum Roten Adlerorden II. Klasse mit Eichenlaub wurde er am 17. Oktober 1883 mit Pension zur Disposition gestellt.
In Würdigung seiner langjährigen Verdienste erhielt er am 18. Januar 1896 den Kronenorden I. Klasse und außerdem wurde Schenck am 1. Januar 1902 durch Wilhelm II. die Uniform des 3. Garde-Ulanen-Regiments verliehen.
Er war Herr auf Kawentschin.

### Familie
Er heiratete am 22. April 1858 in Potsdam Luise von Luck (1833–1873), eine Tochter des preußischen Generals der Infanterie Hans von Luck. Aus der Ehe gingen folgende Kinder hervor:
- Lilli (* 1859) ⚭ Hugo von Wilamowitz-Moellendorff (1840–1905), Oberpräsident der Provinz Posen
- Therese (* 1861)
- Auguste (1863–1872)
- Walter (* 1867), preußischer Rittmeister ⚭ 1912 Henriette von Kalckreuth (* 1886)